# Sim Sang-jung
Sim Sang-jung (* 20. Februar 1959 in Paju) ist eine südkoreanische Politikerin. Sie war eine der fünf wichtigsten Präsidentschaftskandidaten bei den südkoreanischen Präsidentschaftswahlen im Jahr 2017 und kandidierte als Kandidatin der Jeongui-Partei. Sie ist derzeit Mitglied der 20. Nationalversammlung und Vorsitzende ihrer Partei.

## Frühes Leben
Sim schloss ihr Studium an der Seoul National University mit einem Bachelor ab. Sie wechselte ihren Abschluss, da sie Geschichtslehrerin werden wollte.
Im Alter von 21 Jahren arbeitete sie in einer Kassettenfabrik. Dort begann sie sich für Arbeitnehmerrechte zu engagieren. Sim wurde daraufhin entlassen, da sie andere Mitarbeiter mobilisierte, um höhere Löhne und bessere Mahlzeiten zu fordern. Sie wechselte sehr oft ihren Job. Da Sim durch ihr Handeln Arbeitsstreiks ausgelöst hatte, stand sie 1985 auf der Fahndungsliste des Landes. Insgesamt befand sie sich neun Jahre lang auf dieser Liste. In dieser Zeit lernte sie ihren Mann kennen, welcher auch ein Aktivist war, und heiratete ihn. Offiziell wurde sie wegen „Anstiftung zum Massenschaden“ und Brandstiftung angeklagt und zu 1,5 Jahren Gefängnis verurteilt. Da Sim aber kurz nach dem Urteil schwanger wurde, wurde ihre Haftstrafe auf zwei Jahre Bewährungsstrafe gemildert.

## Politische Karriere
Sim ist eine bedeutende politische Persönlichkeit der linken progressiven Fraktion in der Nationalversammlung. Sie ist seit drei Amtsperioden Abgeordnete der Nationalversammlung und ehemalige Vorsitzende der Minju-nodong-Partei. Außerdem ist sie ehemalige Mitbegründerin der Jinbo-sin-Partei und der Tonghap-jinbo-Partei.
Erstmals wurde Sim als Vertreterin ihrer Partei in der 17. Nationalversammlung gewählt. In der 19. Nationalversammlung gewann sie 2012 als Mitglied der Tonghap-jinbo-Partei mit 49,37 % der Stimmen den Wahlkreis der Stadt Goyang in der Provinz Gyeonggi-do.
Am 19. Dezember 2014 wurde die Tonghap-jinbo-Partei vom südkoreanischen Verfassungsgericht aufgelöst, da ihr die Unterstützung der Regierung Nordkoreas vorgeworfen wurde. Der Antrag wurde von der Regierung unter der zur Saenuri-Partei gehörende Präsidentin Park Geun-hye gestellt. Die Richter begründen ihre Entscheidung damit, dass die Tonghap-jinbo-Partei eine konkrete Gefahr für die demokratische Grundordnung dargestellt habe und deshalb der juristische Nutzen gegenüber der Einschränkung demokratischer Rechte überwiege. Den Abgeordneten wurden außerdem die Mandate entzogen. Sim fand bei der Jeongui-Partei Halt, wo sie derzeit auch die Vorsitzende ist. 2016 gewann Sim wieder in einem Gebiet in Goyang einen weiteren Sitz in der 20. Nationalversammlung.

## Politische Positionen

### Wirtschaft
Ihre wirtschaftlichen Positionen spiegeln im Wesentlichen die Ansichten ihrer Partei wieder. Diese sind unter anderem die Reformierung von Jaebeols. Dies sind große Familienunternehmen, welche ein Mischkonzern (Konglomerate) bilden. Sim möchte die Erbfolge verbieten und jeder Person, die das 20. Lebensjahr erreicht, 8.700 $ geben, um die zunehmende wirtschaftliche Ungleichheit des Wohlstandes zu verringern.

### Soziales
Sim war die einzige große Präsidentschaftskandidatin, welche die Rechte der Homosexuellen in Südkorea offen unterstützte.

### Nationale Sicherheit
Sim ist gegen den Einsatz von THAAD (Terminal High Altitude Area Defense), ein Raketenabwehrsystem der United States Army, und unterstützt eine atomfreie koreanische Halbinsel.